# 賽奧西特 (紐約州)
賽奧西特（英語：Syosset）是位於美國紐約州拿騷縣的普查規定居民點。

## 人口
根據2020年美國人口普查的數據，賽奧西特的面積為12.89平方千米，皆為陸地。當地共有人口19259人，而人口密度為每平方千米1,494.1人。